# Hala Stulecia Sopotu
Hala Stulecia Sopotu im. Haffnera – hala sportowa położona w centrum Sopotu. Oddana do użytku w 2001 roku z okazji stulecia nadania Sopotowi praw miejskich przez ówczesne władze pruskie. Obiekt został nazwany imieniem Jeana Georga Haffnera. Główna sala hali może pomieścić łącznie 1942 osoby, na 1324 miejscach stałych i 618 wysuwanych. Poza główną salą w hali znajdują się: sala konferencyjna, sala treningowa i centrum fitness.

## Lokalizacja
Hala położona jest przy skrzyżowaniu ulic Jakuba Goyki i Jeana Georga Haffnera. W okolicy znajdują się inne obiekty sportowe: korty tenisowe, basen miejski i boisko ze sztuczną nawierzchnią. W pobliżu areny znajduje się przystanek SKM i przystanki autobusowe, z których odjeżdżają autobusy z Gdańska i Gdyni.

## Drużyny
W przeszłości swoje mecze na hali stulecia rozgrywali koszykarze Prokomu Trefla Sopot, a po podziale klubu przez pewien czas swoje mecze rozgrywała tu drużyna Trefla Sopot, która obecnie traktuje tę halę jako rezerwową arenę, w wypadku niemożliwości rozegrania meczu w Ergo Arenie. Ponadto mecze w tej hali rozgrywają także siatkarki Atomu Trefla Sopot np. w I rundzie fazy play off z Budowlanymi Łódź, a także siatkarze Lotosu Trefla Gdańsk, np. mecz 16 kolejki PlusLigi z AZS Częstochowa, kiedy niedostępna jest Ergo Arena.